# Anna Nicole Smith
Anna Nicole Smith (nume la naștere Vickie Lynn Hogan; n. 28 noiembrie 1967, Houston, Texas, Statele Unite — d. 8 februarie 2007, Hollywood, Florida, Statele Unite) a fost o actriță, fotomodel și vedetă de televiziune americană.

## Biografie
Vickie Lynn Hogan a fost unicul copil a lui Donald Eugene Hogan și Virgie Mae Tabers. Tatăl a părăsit familia când ea avea 2 ani, astfel ea va fi crescută numai de mama ei și mătușa Elaine. Când este în clasa IX se va muta la Mexia, Texas, un orășel situat la 130 km. de Dallas. După căsătoria mamei cu Donald R. Hart, ea va prelua numele de familie al tatălui vitreg. După absolvirea clasei a X-a, cunoaște pe Billy Wayne Smith, cu care se va căsători în 1985 și lucrează ca bucătăreasă. În anul 1986 va avea un fiu, dar căsătoria durează numai doi ani. Vickie Hart se mută la Houston unde dansează într-un local striptease, sub pseudonimul Nikki și Robin. Anna Nicole a avut încă din copilărie ca idol pe Marilyn Monroe, ea poartă și îmbrăcăminte asemănătoare ca Monroe, va fi descoperită de o agenție fotografică. Anna lasă să i se facă o operație estetică de mărire a sânilor. În anul 1992 se lasă fotografiată pentru revista playboy. În anul următor este aleasă "Playmate al anului 1993" și va fi angajată de Marciano la "Guess?-Jeans". Marciano este cel care a angajat și pe Eva Herzigová și Josie Maran. În același face reclamă de lenjerie intimă pentru firma Hennes & Mauritz (H&M). La data de 27 iunie 1994, când avea 26 de ani, devine cunoscută prin căsătoria cu miliardarul american J. Howard Marshall, rămânând văduvă după un an. Ea nu este amintită în testamentul soțului, dar după procesul cu fiul miliardului după sentința judecătorească ar trebui să primească 450 milioane de dolari, din care după cheltuielie de judecată îi rămân numai 88 milioane. Din anul 1994 debutează ca artistă în comedia "Naked Gun 33⅓: The Final Insult" unde va juca alături de Leslie Nielsen și Priscilla Presley. În același an joacă în filmul "The Hudsucker Proxy" alături de Jennifer Jason Leigh și Paul Newman. Urmează să joace în filmele de acțiune "To the Limit", "Skyscraper", sau în filme TV ca "The Anna Nicole Show", "Be Cool". La data de 8 februarie 2007, în vârstă de 39 de ani, moare la Memorial Regional Hospital din Hollywood, în urma unei supradoze de medicamente.

## Filmografie
| An   | Titlu                           | Rol                     | Note                                             |
| ---- | ------------------------------- | ----------------------- | ------------------------------------------------ |
| 1994 | The Hudsucker Proxy             | Za-Za                   | Debutul în film                                  |
| 1994 | Naked Gun 33⅓: The Final Insult | Tanya Peters            |                                                  |
| 1995 | To the Limit                    | Colette Dubois          |                                                  |
| 1996 | Skyscraper                      | Carrie Wink             |                                                  |
| 1998 | Anna Nicole Smith: Exposed      | Rolul propriei persoane | Creditată și ca regizor, scenarist și producător |
| 2003 | Wasabi Tuna                     | Rolul propriei persoane |                                                  |
| 2007 | Illegal Aliens                  | Lucy                    | Filmul final (lansat post-mortem)                |

### Televiziune
| An        | Titl                                    | Rol                                   | Note                                    |
| --------- | --------------------------------------- | ------------------------------------- | --------------------------------------- |
| 1995      | The Naked Truth                         | Rolul propriei persoane               | Episodul: Wilde Again                   |
| 1998      | Sin City Spectacular                    |                                       |                                         |
| 1999      | Veronica's Closet                       | Donna                                 | Episodul: Veronica's Wedding Bell Blues |
| 1999      | Ally McBeal                             | Myra Jacobs                           | Episodul: Pyramids on the Nile          |
| 2000      | N.Y.U.K.                                | dr. Anita Hugg                        |                                         |
| 2002–2004 | The Anna Nicole Show                    | Rolul propriei persoane               |                                         |
| 2005      | Comedy Central Roast of Pamela Anderson | Rolul propriei persoane (în audiență) |                                         |
| 2005      | Comedy Central Roast of Jeff Foxworthy  | Rolul propriei persoane (via satelit) |                                         |
| 2007      | Larry King Live                         | Rolul propriei persoane               | Data lansării 26 ianuarie 2007          |

### Videoclipuri
| An   | Cântec                    | Artist          | Note |
| ---- | ------------------------- | --------------- | --- |
| 1993 | Will You Love Me Tomorrow | Bryan Ferry     | |
| 1997 | My Heart Belongs to Daddy | Marilyn Monroe  | Remake al cântecului de Marilyn Monroe. Muzică și versuri de Cole Porter. Regizat în Franța de Nicolaï Lo Russo |
| 1997 | You Win, I Lose           | Supertramp      | |
| 1998 | Jumper                    | Third Eye Blind | |
| 2004 | The New Workout Plan      | Kanye West      | |